# Лебед, Джонатан
Лебед Джонатан (англ. Jonathan G. Lebed, род. 29 сентября 1984 года, Сидар-Грув, Нью-Джерси) — американский трейдер, знаменитый своими манипуляциями на фондовом рынке США.

## Биография
Джонатан Лебед вырос в городе Сидар-Грув (штат Нью-Джерси), учился в средней школе Сидар-Грув. Интерес к торговле на бирже мальчику привил отец, работавший менеджером и вкладывавший часть зарплаты в голубые фишки.

### Начало биржевой торговли
Торговать на фондовом рынке Джонатан начал в возрасте двенадцати лет, используя в качестве стартового капитала 8 тысяч долларов, подаренные отцом на день рождения. Благодаря таланту и соблюдению собственных правил торговли, за полтора года Лебед увеличил свой первоначальный капитал более чем в 3 раза.

### Проблемы с законом
В период с сентября 1999 года по февраль 2000 года Джонатан Лебед заработал состояние в сотни тысяч долларов. Его схема включала искусственное завышение цен на малоликвидные акции, которые он заранее приобретал по заниженной стоимости.
По версии комиссии по ценным бумагам США (SEC), Лебед распространял ложную информацию о скором росте акций определенных компаний через трейдерские сайты и форумы. Эти "новости" побуждали частных инвесторов к покупке ценных бумаг, что, в свою очередь, приводило к росту их стоимости. В нужный момент Лебед продавал свои акции, оставляя инвесторов с переоценёнными бумагами, которые затем обесценивались.
В феврале 2000 года SEC возбудила дело против Джонатана, обвинив его в ряде сделок, основанных на дезинформации. Лебед не признал своей вины, утверждая, что все прогнозы были основаны на его личных оценках и что он не имел намерения вводить кого-либо в заблуждение. В результате переговоров дело завершилось внесудебным соглашением, по которому Джонатан обязался выплатить 285 тысяч долларов за 11 доказанных эпизодов мошенничества. После вычета этой суммы у Лебеда осталось около 500 тысяч долларов, заработанных на фондовой бирже. 

### Дальнейшая жизнь
Достигнув зрелости, Джонатан Лебед продолжил активно работать в сфере финансовой аналитики и торговать на фондовой бирже.